# Georges Trautz
Georges Jacob Trautz est un relieur allemand né à Pforzheim en 1808 et mort à Paris (6e arrondissement) le 6 novembre 1879. 

## Biographie
Gendre de Jean-Georges Purgold, associé puis successeur d'Antoine Bauzonnet (ce dernier ayant été doreur de Purgold), il s'installe à Paris en 1830. Dès lors les reliures sont signées « Bauzonnet-Trautz », jusqu'à la retraite du premier en 1851. Les reliures sont ensuite signées « Trautz-Bauzonnet ».
Trautz reprend l'atelier de Bauzonnet à sa mort.